# Lepianka
Lepianka – dom, chata, szałas i tym podobna budowla mieszkalna albo gospodarcza wykonana z niewypalanej gliny w połączeniu ze słomą.